# Мадейра (река)
Вижте пояснителната страница за други значения на Мадейра.
Мадейра (на португалски: Rio Madeira; на испански: Rio Madeira) е река в северната част на Боливия, в департамента Пандо и западната част на Бразилия, в щатите Рондония и Амазонас, десен приток на Амазонка. Дължината ѝ е 1450 km (заедно с дясната съставяща река Маморе – 3239 km + дясната съставяща на Маморе – Рио Гранде – 4677 km + лявата съставяща на Рио Гранде – река Кайне – 4839 km, най-дългия приток на Амазонка), площ на водосборния басейн – 1 376 000 km² (19,16% от водосборния басейн на Амазонка).
Река Мадейра се образува на 104 m н.в. от сливането на двете съставящи я реки Бени (лява съставяща) и Маморе (дясна съставяща), при бразилското градче Нова Маморе, на границата между Боливия и Бразилия. Двете съставящи я реки водят началото си от Андите. След образуването си река Мадейра на протежение от 82 km тече в северна посока и служи за граница между двете държави. При бразилското градче Абунан завива на североизток (запазва това направление до устието си) и изцяло навлиза на бразилска територия, като заобикаля от северозапад крайните западни разклонения на обширното Бразилско плато, образувайки няколко прагове и малки водопади. При град Порто Вельо навлиза в южната част на Амазонската низина и тече през нея, като много широка и спокойна равнинна река. В долното си течение при град Нова Олинда до Норте от нея надясно се отклонява ръкава (протока) Парана до Урария, вливащ се на повече от 250 km надолу в Амазонка и обособяващ заедно с Мадейра втория по големина речен остров в света Тупинамбаранас (около 14 500 km²). На около 80 km след разделянето си главният ръкав на река Мадейра се влива отдясно в Амазонка, на 5 m н.в.
Основни притоци: леви – Бени (1178 km), Абунан (500 km), Рио Прето до Итапо Асу (500 km); десни – Маморе (1789 km), Жасипарана, Жамари (400 km), Жипарана (Машаду, 820 km), Мармелус (510 km), Маникоре (390 km), Матаура, Арипуанан (1110 km). В ръкава Парана до Урария отдясно се вливат: Кануман (900 km), Абакашис (610 km), Мауес Асу (370 km), Мамуру. Пълноводието на река Мадейра е през лятото, от октомври до май, когато е сезонът на дъждовете, като колебанията на нивото ѝ достигат 12 m и повече. Средният годишен отток в долното течение е 31 200 m³/s, минимален 2376 m³/s, максимален 52 804 m³/s. Плавателна е за големи речни кораби на 1060 km от устието, до град Порто Вельо. По течението ѝ са разположени множество, предимно малки населени места, като по-големите са: Порто Вельо (столица на щата Рондония), Умайта, Маникоре.